# 쌍불안정형 초신성

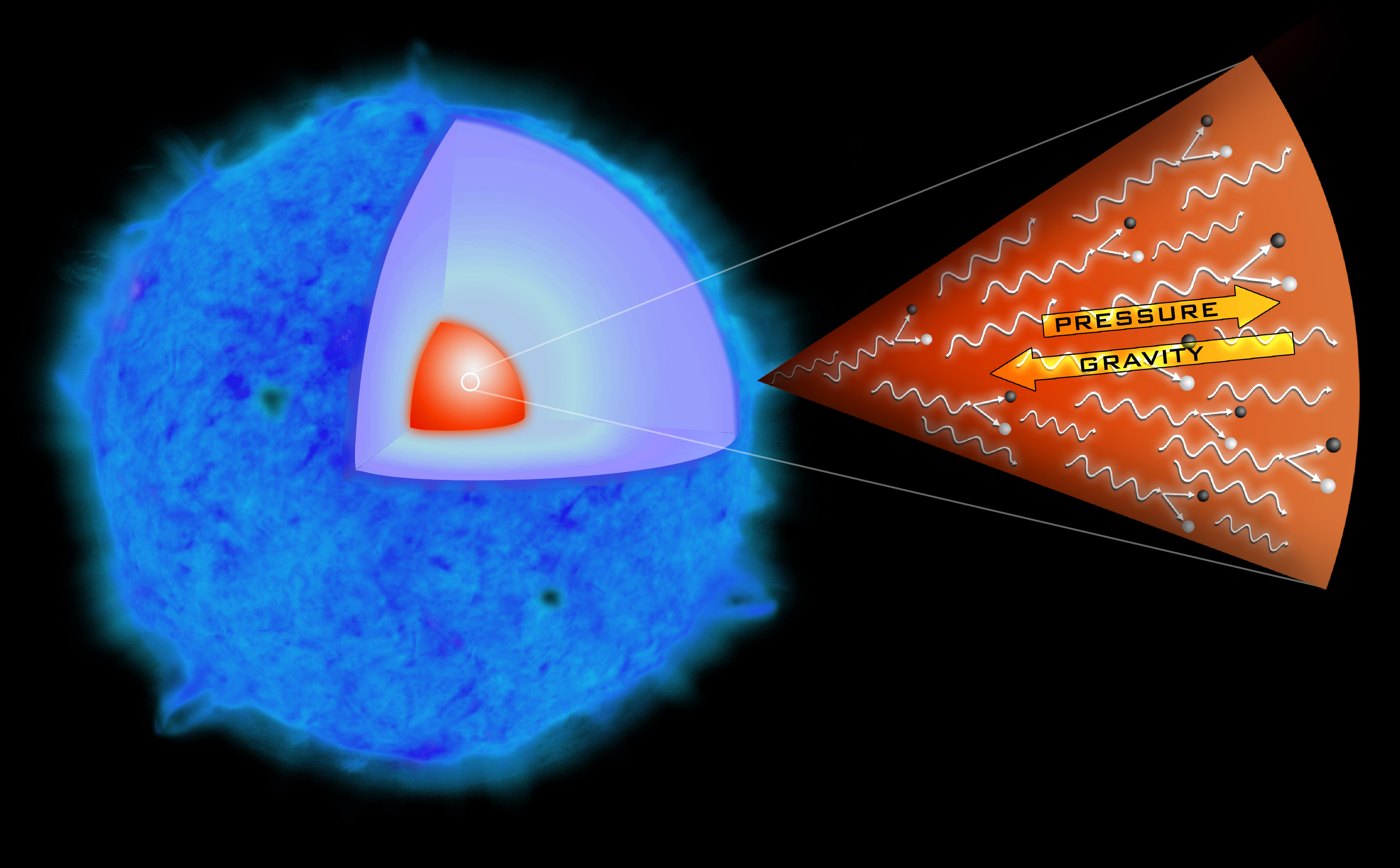
천문학자들이 SN 2006gy에서 일어난 폭발의 원인이었을 것이라 생각하는 쌍불안정 초신성 과정을 설명하고 있는 그림이다. 별이 매우 무거울 때, 별의 핵에서 발생한 감마선은 매우 큰 에너지를 가지고 있어서 일부는 입자와 반입자쌍의 생성에 쓰인다. 그 결과 압력의 감소는 별 자체의 강력한 중력에 의해 부분적인 붕괴를 야기하게 된다. 그런 격렬한 붕괴가 일어난 후에, 겉잡을 수 없는 열핵반응(사진에서는 설명되지 않는다)이 뒤따르고 별이 폭발하여 우주공간으로 잔해가 방출된다.

쌍불안정형 초신성(対不安定型 超新星, pair-instability supernova)은 원자핵과 고에너지 감마선 사이의 충돌에서 자유전자와 양전자의 쌍생성이 매우 무거운 별의 핵 내부의 열적 압력을 감소시킬 때 발생하는 초신성 폭발이다. 이 압력 감소는 부분적인 붕괴로 이어지는데, 따라서 엄청나게 가열되어 열핵 폭발 이후에 블랙홀조차 남기지 않고 별을 완전히 산산조각 내버린다. 쌍불안정성 초신성은 오직 질량이 태양보다 130~250배 무겁고, 작거나 중간 정도의 금속성(수소와 헬륨보다 무거운 원소가 적은 경우는 항성종족 III에서 흔하다)을 가지는 별에서만 발생할 수 있다. SN 2006gy, SN 2007bi, SN 2213-1745, SN 1000+0216과 같이 현재 관측된 천체들은 쌍불안정 초신성일 것으로 추정되고 있다.

## 요소

### 광압
정역학적 평형에 있는 빛은 에너지 밀도가 온도의 네제곱에 비례하는 흑체복사 스펙트럼을 띤다. 흑체복사의 최대방출 파장은 물체의 온도와 반비례한다. 즉, 흑체복사를 매개하는 광자 중 가장 많은 것들의 진동수와 에너지가 온도와 정비례하는데, 감마선 에너지 범위에 이르면 온도가 약 3억 도나 된다.
매우 크고 뜨거운 별에서, 별의 핵에서 감마선에 의한 압력은 핵의 중력에 의해 상층부의 끌림을 막고 유지하는 것을 돕는다. 감마선의 에너지 밀도가 갑작스럽게 감소하게 되면 별의 바깥층은 안쪽으로 붕괴하게 된다. 핵의 갑작스런 가열과 압축은 고에너지 감마선이 다량의 전자-양전자 쌍으로 변환되어 압력을 더 감소시키게 만든다. 붕괴가 멈출 때는 양전자와 전자가 쌍소멸하여 발생한 감마선에 의한 압력이 다시 작용한다. 양전자는 초신성의 핵이 팽창하여 압력이 감소함으로써 잠깐 동안 새로운 감마선의 저장소를 제공한다.

### 쌍생성과 쌍소멸
충분히 높은 에너지를 가지고 있는 감마선은 핵과 전자, 그 외 다른 것과 상호작용하여 전자-양전자 쌍을 만들 수 있고, 전자-양전자 쌍은 쌍소멸하여 감마선을 만들 수 있다. 아인슈타인의 방정식 {\displaystyle E=mc^{2}}에 의해, 감마선은 반드시 전자-양전자 쌍을 만들기 위해 이들의 질량보다 더 많은 에너지를 가져야 한다.
고밀도의 항성 핵에서 쌍생성과 쌍소멸은 빠르게 일어나는데, 이 때문에 감마선과 전자, 양전자에 의한 열적 평형이 유지된다. 더 높은 온도에서는 더 높은 감마선 에너지와 더 큰 양의 에너지가 전환된다.

### 쌍불안정성
온도와 감마선의 에너지가 증가함으로써 더 많아진 감마선 에너지는 전자-양전자 쌍을 형성하면서 흡수된다. 감마선 에너지 밀도의 감소는 별의 외부층을 지지하는 복사압을 약화시킨다. 별이 수축하면 핵은 수축하여 가열되고, 따라서 쌍생성에 의해 흡수되는 에너지의 비율은 증가한다. 그래도 압력은 증가하지만, 쌍불안정 붕괴에서의 압력 증가는 별의 밀도가 커지면서 더 커지는 중력을 버티기에 충분하지 않다.

## 별의 민감성
쌍불안정성 초신성 폭발을 겪는 별에서, 감마선 충돌에 의한 전자/양전자 쌍의 생성률 증가의 결과로 내부의 총 압력 감소로 중력에 의한 압력은 감소한 복사압을 압도할만큼 충분히 커야한다. 쌍생성이 일으킨 복사압의 감소가 즉각적이지 않은 경우는 자전 속도와 금속성이 가장 중요하다.
별이 보이는 특징은 여전히 별의 총 복사압에 대해 상대적으로 증가한 중력적 압력에 의한 수축이다. 이런 폭발을 겪는 별들과 달리 자전속도가 느리거나 어느정도 금속이 풍부한 족들은 계속해서 전체적으로 중력을 압도하여 수축을 막기에 충분할만큼 복사압을 가한다.
충돌과 합병에 의해 형성되어 금속성 Z가 0.02에서 0.001 사이인 매우 무거운 별들은 자신의 일생을 쌍불안정성 초신성 폭발로 끝낼 것이다.
매우 큰 금속성을 가진 별들은 형성 과정에서 물질을 방출하는 경향이 있고, 에딩턴 한계로 인해 불안정할 것이다.

## 경향
각각의 정보는 쌍불안정성 조건의 거대한 별에 대한 경향을 기술한다.

### 100 태양질량 미만
100 태양질량 이상보다 질량이 작은 별에 의해 발생하는 감마선은 전자-양전자 쌍을 만들만큼 에너지가 충분하지 않다.

### 100~130 태양질량
이런 별들은 전자-양전자 쌍을 형성할 만큼의 에너지를 가진 감마선을 발생시킬만큼 크지만, 그 결과로 인해 감소한 중력에 대항하는 압력은 초신성 폭발에 필요한 핵의 이상고압을 야기할만큼 충분하지 않다. 대신, 쌍생성에 의해 발생한 수축은 중력에 의한 압력을 이겨내고 별을 평형상태로 돌려놓는 별 내의 열핵반응의 증가를 유발한다. 이런 맥동을 연속적으로 겪는 별들은 질량을 방출하여 100 태양질량 미만이 된다. 이 시점에서 별들은 쌍생성을 충분히 지지할만큼 뜨겁지 않다. 이 유형의 맥동은 보편적으로 받아들여지진 않긴 해도 1843년 용골자리 에타가 겪었던 밝기 변화의 원인이 되었을 것이다.

### 130~250 태양질량
적어도 130 태양질량에서 아마 대략 250 태양질량까지의 매우 큰 질량을 가진 별에서는 실제로 쌍불안정성 초신성 폭발이 발생할 것이다. 이런 별들에서 처음에 쌍생성 불안정을 지원할 조건이 되었을 때 통제 불가능한 사태로 치닫게 된다. 붕괴는 항성 핵의 압축이 유효할 때까지 계속해서 진행되어, 이상고압은 핵융합으로 연료를 수 초만에 소진하게 만들어 열핵폭발을 일으킬 만큼 충분해진다. 별의 중력 속박 에너지보다 더 많은 열에너지가 방출되면, 완전히 분열하여 블랙홀이나 다른 잔해는 남게되지 않는다. 즉각적인 에너지 방출 외에도, 별 핵의 큰 부분은 반감기 6.1일로 붕괴하여 코발트-56이 되는 방사성 동위원소 니켈-56으로 변형된다. 코발트-56은 77일의 반감기를 가지고 있고, 더 붕괴하면 안정한 동위원소 철-56이 된다.(초신성 핵합성 참고) 극초신성 SN 2006gy에 관한 연구들은 원래 별의 40 태양질량에 해당하는 물질들이 핵 영역의 거의 전체 질량을 차지하는 니켈-56으로써 방출되었을 것을 시사했다. 폭발하는 별의 핵과 그 전에 방출된 가스 사이의 충돌 및 방사성 붕괴는 대부분 가시광선을 방출했다.

### 250 태양질량 이상
적어도 250 태양질량의 별에서는 다른 반응 메커니즘인 광붕괴가 후에 붕괴를 초래한다. 이 흡열반응은 별이 핵반응으로 인한 폭발보다 더 빨리 블랙홀로 붕괴하도록 만든다.

## 겉보기

### 광도
쌍불안정성 초신성은 일반적으로 매우 밝을 것으로 생각되고 있다. 이는 원형 별이 가장 무거운 경우다. 꼭대기 광도가 1037 W 이상으로 Ia형 초신성보다 밝다. 그러나 작은 질량의 꼭대기 광도는 1035 W 보다 작은데, 전형적인 II형 초신성과 비슷하거나 그보다 작은 수준이다.

### 스펙트럼
쌍불안정성 초신성의 스펙트럼은 원형 별의 종류에 의존한다. 따라서 이들은 II형 또는 Ib/c형 초신성 스펙트럼에서 나타날 수 있다.

### 광도 곡선
스펙트럼과는 대조적으로, 광도 곡선은 흔한 유형의 초신성과는 꽤 다르다. 광도 곡선은 기존보다 크게 확장되어 있고, 발생 수개월 후에 꼭대기 광도에 이른다. 이는 별 전체가 산산조각 나면서 극단적으로 많은 니켈-56의 양이 광학적으로 빽빽하게 방출되었기 때문이다.

## 같이 보기
- 쌍생성
- 열폭주
- Ia형 초신성
- 중간질량 블랙홀